# Persiophis fahimii
Persiophis fahimii — вид змій родини полозових (Colubridae). Описаний у 2020 році.

## Назва
Назва роду Persiophis перекладається як «перська змія». Вид P. fahimii названо на честь доктора Хаді Фахімі, натураліста та герпетолога, який присвятив своє життя вивченню біорізноманіття та збереженню рептилій та ссавців Ірану.

## Поширення
Ендемік Ірану. Вид відомий лише з єдиного зразка, який спійманий на схилах гори (на висоті 1350 м над рівнем моря) неподалік міста Арзуєх в провінції Керман на півдні країни.